# Akuma no Riddle
Akuma no Riddle (悪魔のリドル, lit. "Enigma do Demônio") é uma série mangá japonesa escrita por Kouga Yun e ilustrada por Minakata Sunao. A publicação teve início com a edição de setembro de 2012 na revista Newtype da editora Kadokawa Shoten. Uma adaptação em anime dirigida por Keizo Kusakawa e produzido pela diomedea estreou em 3 de abril de 2014.

## Sinopse
Ichinose Haru estuda numa escola particular, a Academia Myoujou, e é alvo de doze assassinas disfarçadas de estudantes. Azuma Tokaku é uma aluna transferida e uma assassina que a princípio deve matar Haru, mas desenvolve sentimentos por ela e decide protegê-la das outras assassinas.

## Personagens
Tokaku Azuma (東 兎角, Azuma Tokaku)
Voz de: Ayaka Suwa
Haru Ichinose (一ノ瀬 晴, Ichinose Haru)
Voz de: Hisako Kanemoto
Nio Hashiri (走り 鳰, Hashiri Nio)
Voz de: Yoshino Nanjō
Isuke Inukai (犬飼 伊介, Inukai Isuke)
Voz de: Azumi Asakura
Hitsugi Kirigaya (桐ヶ谷 柩, Kirigaya Hitsugi)
Voz de: Mami Uchida
Chitaru Namatame (生田目 千足, Namatame Chitaru)
Voz de: Sachika Misawa
Mahiru/Shin'ya Banba (番場 真昼・真夜, Banba Mahiru/Shin'ya)
Voz de: Yuka Ōtsubo
Kōko Kaminaga (神長 香子, Kaminaga Kōko)
Voz de: Haruka Yoshimura
Sumireko Hanabusa (英 純恋子, Hanabusa Sumireko)
Voz de: Miho Arakawa
Shiena Kenmochi (剣持 しえな, Kenmochi Shiena)
Voz de: Yūki Yamada
Suzu Shutō (首藤 涼, Shutō Suzu)
Voz de: Chika Anzai
Otoya Takechi (武智 乙哉, Takechi Otoya)
Voz de: Manami Numakura
Haruki Sagae (寒河江 春樹, Sagae Haruki)
Voz de: Fumiko Uchimura
Kaiba (カイバ)
Voz de: Tomokazu Sugita
Ataru Mizorogi (溝呂木 辺, Mizorogi Ataru)
Voz de: Takahiro Sakurai